# 1996 год в политике России
В 1996 году состоялись выборы президента России, в результате которых Борис Ельцин во втором туре выиграл у Геннадия Зюганова и был переизбран на второй срок.

## Январь
- 16 января в турецком порту Трабзон террористы из группировки «Внуки Шамиля» захватили паром «Авразия», угрожая расстреливать заложников-россиян и затем взорвать судно, на борту которого было более 200 человек. Террористы требовали прекратить штурм села Первомайское, где находилась окружённая бандитская группировка Салмана Радуева, совершившая теракт в Кизляре. После двухдневных переговоров глава террористов провёл пресс-конференцию в Стамбуле и сдался турецким властям.
- 19 января Россия подписала решение Совета глав государств СНГ «О мерах по урегулированию конфликта в Абхазии, Грузия», по которому был установлен запрет на осуществление торгово-экономических, финансовых, транспортных и иных связей с Абхазией по государственной линии. 6 марта 2008 года Россия отменила санкции[1].

## Март
- 25 марта инициативная группа, выдвинувшая Бориса Ельцина для переизбрания на второй срок, представила более миллиона подписей для регистрации его кандидатуры. После этого началась активная предвыборная кампания[2].

## Апрель
- 2 апреля создано Сообщество России и Белоруссии.
- 16 апреля во время Первой чеченской войны состоялся бой у Ярышмарды, в результате которого отряд чеченских боевиков под командованием Хаттаба[3] разгромил колонну 245-го мотострелкового полка федеральных сил России. Бой произошёл в Шатойском районе Чечни в 1,5 км южнее села Ярышмарды.
- 21 апреля в ходе спецоперации российских спецслужб погибает Джохар Дудаев

## Июнь
- 16 июня прошёл первый тур выборов президента России. Основными конкурентами являлись действующий президент России Б. Н. Ельцин и лидер Коммунистической партии Российской Федерации Г. А. Зюганов. По результатам второго тура 3 июля Ельцин набрал более 50 процентов голосов избирателей и был переизбран на второй срок.

## Июль
- 17 июля — министром обороны России назначен генерал Игорь Родионов.

## Август
- 31 августа были подписаны Хасавюртовские соглашения. Подписи под документом поставили начальник штаба незаконных вооружённых бандформирований Аслан Масхадов (по поручению З. Яндарбиева) и секретарь Совета безопасности РФ Александр Лебедь (по поручению президента Ельцина). Итогом договорённости стало прекращение военных действий и вывод федеральных войск из Чечни, а вопрос о статусе территории был отложен до 31 декабря 2001 года.

## Октябрь
- 10 октября Совет Федерации РФ постановил считать документы, подписанные в Хасавюрте, «свидетельством готовности сторон разрешить конфликт мирным путём, не имеющими государственно-правового значения».[4]